# تشارلز غوردون هيويت
تشارلز غوردون هيويت هو عالم حشرات كندي، ولد في 23 فبراير 1885، وتوفي في 29 فبراير 1920 بسبب ذات الرئة.